# منطقه شمالی مالاوی
منطقه شمالی مالاوی (انگلیسی: Northern Region, Malawi) یکی از منطقه‌های کشور مالاوی است.
مساحت این منطقه ۳۱٬۷۵۳ کیلومتر مربع و جمعیت آن در سال ۲۰۰۸ میلادی ۱٬۷۰۸٬۹۳۰ بوده و مرکز آن شهر مزوزو است.

## بخش‌ها
از ۲۸ بخش مالاوی ۶ بخش آن در منطقه شمالی قرار دارد.
- چیتیپا
- کارونگا
- لیکوما
- مزیمبا
- نکهاتا بای
- رامفی